# 몽의
몽의(蒙毅, ? ~ 기원전 210년)는 중국 진나라의 관료이다. 몽무의 아들이자 몽염의 아우로, 몽염과 더불어 진 시황제의 측근이 되어 권세를 누렸으나, 시황제 사후에 조고의 모함으로 사형당하였다.

## 생애
몽씨 가문은 본래 제나라(齊)에 거주하였으나, 몽오가 진 소양왕을 섬기게 되면서 진나라(秦)에 거주하게 되었다. 몽염의 할아버지인 몽오와 아버지인 몽무는 각기 진 장양왕 시기와 진 시황제 시기에 장군이 되었다.
진 시황제는 몽씨 가문을 몹시 신임하였으므로, 몽염으로 하여금 오르도스 일대인 하남(河南)을 평정하고 만리장성을 건축하여 북방 수비의 책임자로 임명하였으며, 몽염의 아우였던 몽의 또한 늘 시황제와 같은 수레를 타며 그의 곁에서 계책을 내며 충의와 신의로 유명해졌다. 이 때문에 몽염과 몽의 형제는 막강한 권세를 누리게 되었다. 한편 몽의는 진 시황제의 환관이었던 조고가 죄를 저지르자 그에게 사형 판결을 내리고는 그 이름을 환적에서 삭제하였으나 시황제는 조고가 열심히 일했다는 이유로 그를 용서하였다.
기원전 210년, 진 시황제가 순행 중에 병이 심해지자 몽의는 산천으로 가서 기도를 드리러 떠났는데, 그 와중에 시황제가 병사하고 말았다. 몽씨 가문에게 원한을 품고 있었던 조고는 좌승상 이사와 공자 호해 등과 공모하여 시황제의 유서를 조작해서 북쪽 변경의 상군(上郡)에 파견되어있던 시황제의 장남 부소와 장군 몽염에게 자살을 명하였다.
이후 호해가 함양에 돌아가서 시황제를 장사지내고 이세황제로 등극하자, 조고는 본래 시황제가 호해를 후계자로 삼으려 했으나 몽의가 이를 반대했다고 말하며 그를 죽여야 한다고 주장하였다. 이 일로 인하여 몽의는 대(代)에 감금당하였다. 이후 조고가 계속해서 밤낮으로 몽씨 가문을 탄핵하여 결국 이세황제는 몽의에게 사자를 보내 자살을 명하였다. 그러자 몽의는 모든 것이 모함이라고 주장하며 억울함을 호소하며 자살을 거부하였다가 황제의 사자에게 죽임을 당하였다. 마찬가지로 자살을 거부하고 감금당해있던 몽염 또한 자살하였다.